# Un inverno da baciare
Un Inverno da baciare è il brano con il quale Marina Rei ha partecipato al Festival di Sanremo 1999. Il brano si classifica settimo nella classifica finale della manifestazione, tuttavia ottiene in seguito un ottimo successo radiofonico.
Nel video prodotto per Un inverno da baciare, diretto da Alessandra Pescetta, Marina Rei veste i panni di Lara Croft, l'eroina del videogioco Tomb Raider. La produzione ha impiegato circa due mesi per ultimare la lavorazione del video.

## Tracce
1. Un inverno da baciare
2. Scusa

## Classifiche
| Classifica (1999) | Posizione |
| ----------------- | --------- |
| Italia            | 6         |